# Debt, AIDS, Trade in Africa
Debt, AIDS, Trade in Africa (oder DATA) war eine multinationale nichtstaatliche Organisation, die im Januar 2002 in London von Bono (U2), Bobby Shriver und Aktivisten der Kampagne Drop the Debt von Jubilee (Erlassjahr) 2000 gegründet worden ist.
Ziel von DATA war es, die unzähligen Krisen in Afrika zu bewältigen, die sich von Schuldenerlass über die AIDS-Bekämpfung bis hin zu unfairen Handelsgesetzen ziehen. Die Besonderheit bei DATA lag darin, dass die Organisation sich auf Lobbyarbeit konzentrierte – also selbst keine Hilfsprojekte koordinierte oder organisierte. Dabei konzentrierte sich DATA auf die Verstärkung von politischem Druck insbesondere auf die G8-Staaten, betonte aber immer, dass die Hauptverantwortung für die Entwicklungs Afrikas bei den Regierungen und Gesellschaften Afrikas liege. Durch die enge Zusammenarbeit mit Bono und Bob Geldof war DATA mit daran beteiligt, die Live-8-Konzerte zu organisieren, denen zusammen mit vielen weiteren zivilgesellschaftlichen Aktivitäten eine wichtige Rolle im Aufbau politischen Drucks auf den G8-Gipfel im schottischen Gleneagles zugeschrieben wird. In Gleneagles verpflichteten sich die G7-Staaten erstmals zu Hilfszusagen in konkreter Höhe innerhalb eines konkreten Zeitrahmens, um die Millennium-Entwicklungsziele der Vereinten Nationen zu erreichen. Hauptinstrument der politischen Arbeit DATAs wurde anschließend die jährliche Studie „Der DATA Bericht“, in der die Umsetzung der Hilfsversprechen der G7 jedes Jahr nachgerechnet wurde.
Der Hauptsitz befand sich in Washington DC. Weitere Niederlassungen befanden sich in London, Los Angeles und Berlin.
Zum 1. Januar 2008 verschmolz DATA mit der Kampagnenorganisation  ONE Campaign und brachte seine Lobby- und Analyseteams in eine neue, gemeinsame Organisation unter dem Namen ONE ein. ONE führt auch den DATA Bericht weiter. In Deutschland wurde die Fusion zum 1. September 2009 vollzogen, so dass DATA nun vollständig in ONE aufgegangen ist.